# 岩野山古墳群
岩野山古墳群（いわのやまこふんぐん）は、秋田県南秋田郡五城目町上樋口字樽沢に所在する奈良時代前葉から平安時代にかけての墓域。秋田県指定史跡となっている。

## 概要

### 立地と周辺遺跡
岩野山古墳群は、1960年（昭和35年）に耕作者によって発見されたのち、郷土史家の分銅志静の知るところとなって、地元で注目されることとなった。遺跡は、八郎潟東岸に南北にひろがる洪積台地のひとつ、通称「岩野山」に立地している。「岩野山」は、出羽丘陵より北西方にのびた舌状台地で、古墳群は標高36メートル前後の台地先端部に位置している。
秋田県の日本海沿岸部には、他に、井川町の飛塚古墳群、男鹿市の脇本飯の町古墳・エソガ台古墳、秋田市の久保台古墳・新屋浜古墳（現在消滅）・小阿地古墳、由利本荘市の道川古墳があるが、いずれも当古墳群よりも南方に位置する歴史時代の古墳であり、当古墳群より北の米代川流域からは類例がないため、しばしば「日本海沿岸部最北の古墳群」と称される。
当古墳群のある五城目町からは、小池字開防で9世紀後葉から10世紀にかけての製鉄関連集落遺跡「開防遺跡」、大川谷地中字谷地で奈良・平安時代の官衙的性格をもった遺跡「中谷地遺跡」が見つかり、ともに発掘調査がおこなわれている。

### 発掘調査の成果
岩野山古墳群の発掘調査は、1961年（昭和36年）から1963年（昭和38年）にかけて、奈良修介・豊島昂によって山頂部の北東斜面についておこなわれ、確実なところでは6基の古墳が確認された。また、1974年（昭和49年）には五城目町教育委員会による北西斜面の発掘調査が実施され、12基の遺構を確認した。
これらの古墳・遺構は、墳丘はのこっておらず、地下の遺構のみが残存していたものである。耕作によって大きく土を動かした形跡はないとの話もあり、詳細は不明であるが、本来墳丘をともなうものであったとしてもさほど高くはなかったものではないかとみられている。

#### 北東斜面地区の遺構と遺物
A1号墳は、基盤の粘土層を削りだして高さ30センチメートル、長さ5.8メートル、幅2メートルのベッド状に基壇をつくった跡があり、その中央に長さ3.5メートル、幅1メートルの土坑があった。土坑の外縁に沿って幅15センチメートル、深さ20センチメートルほどの小さな溝状痕跡が四囲をめぐっていたが、これは基壇の上に組み合わせ式木棺を置いた痕跡と考えられる。副葬品として蕨手刀、毛抜形大刀（黒漆塗り、鉄装）、履輪式方頭直刀、鉄製轡（くつわ）、勾玉4、腰帯飾石（石製銙具）10、須恵器坏（つき）3、須恵器皿1、須恵器長頸壺1、刀子（とうす）2点などが出土した。出土した遺物から9世紀前半に営まれたと考えられる。
A2号墳は、1号墳の南西2メートルの地点で確認された。長さ2.5メートル、幅75センチメートル、深さ15ないし20センチメートルの土坑で、確認状況から、長さ1.9メートルの丸太を半分に断ち割り、それを刳りぬいて割竹形木棺としたものであり、前後は30センチメートルほどの厚さの木材で密閉したとみられる。ここでも浅い土坑のうえに木棺を置いたものと考えられ、A1号墳の事例とともに宮城県烏屋崎2号墳にみられるような墳丘中腹への木棺直葬に類似する例と考えられる。副葬品は鉄製刀子、雁股（かりまた）鉄鏃、平根の鏃、勾玉1、須恵器坏3、土師器坏1であった。出土遺物から9世紀前半に営まれたと考えられる。
A3号墳は、粘土槨のなかに長さ1.7メートル、幅70センチメートル、深さ15ないし20センチメートルの土坑があり、内部に木炭片が混入していた。副葬品は2点であるが、詳細不明となってしまっている。
A4号墳は、粘土槨のなかに3号墳とほぼ同規模の土坑があり、内部に木炭片が混入していた。副葬品は須恵器坏1、土師器鉢1である。主軸は3号墳同様、東西方向である。
A5号墳は、北端一部が破壊されているが粘土槨のなかに長さ3.4メートル、中央幅1メートル、深さ15センチメートルの土坑があり、内部に土師器坏の破片が散乱し、須恵器壺破片が上面を覆っていた。
A6号墳は、粘土槨のなかに長さ2.7メートル、幅90センチメートル、深さ15ないし20センチメートルの土坑があり、長軸両端が平面形状ではややすぼまり、断面はやや深くなる形状をなしていた。北西端の一段低い箇所に粘土塊があり、その上面から土師器片、下面から刀子3、腰帯飾石1が置かれていた。

#### 北西斜面地区の遺構と遺物
北西斜面からは円形周溝1、方形周溝2、土坑9の計12基の遺構を検出している。北西斜面と異なって副葬品は少ないが、土坑はいずれも土坑墓と考えられる。
B1号周溝、B2号周溝はいずれも方形を呈しており、B2号の遺構上面からは8世紀中葉ごろの土師器坏などが出土している。また、B12号周溝は円形を呈しており、8世紀後半から末葉にかけての年代が想定される。
これら歴史時代の「周溝墓」は青森県では八戸地方、津軽平野、岩手県内陸部、秋田県ではとくに横手盆地に多くみられ、宮城県では大崎平野に日光山遺跡で7基確認されているだけで、北海道や山形県以南にはみられない墓制である。
土坑墓は、ほぼ長方形をなしており、墓に副葬された土器類は、おおむね9世紀後半代を主時期としている。
なお、遺構外からは口縁部と頸部に沈線文をもつ土師器甕1点が出土している。元来、土師器は原則的ないし伝統的に文様をもたない土器のはずであるが、東北地方北部を中心とする地域の8世紀前後の土師器には口縁部に沈線文をもつものがしばしば出土し、秋田県下でも9遺跡からの出土が確認されている。とくに秋田市の秋田城跡および後城遺跡、とりわけ後城遺跡E地区（第Ⅰ期）より多く見つかっている。

### 墓制と被葬者
当古墳群は、遺物からは8世紀前葉から9世紀後葉の時期に営まれたものとみられ、遺構の数からすればやや年代幅がある。北東地区のA1号墳の腰帯飾石は、律令制下の官人が身につけるもので、内訳は巡方（じゅんぽう）4、丸鞆（まるとも）6であることから、1セットの帯であるとみてよい。腰帯飾石は1点だけではあるがA6号墳からも見つかっている。また、当時の官人にとっては必携であった刀子がA1号墳、A2号墳、A6号墳が見つかっているところから、この3基については律令国家と関連の深い官人が被葬者であるとみられる。ことにA1号墳の副葬品は、武具、馬具、装身具、土器類と種類・数ともに多く、年代的には9世紀に属しているが太平洋側の7-8世紀の古墳に類似する豊かな副葬品をともなっている。
当古墳群西方約2.5キロメートルの沖積地に所在する五城目町大川石崎には、古代秋田郡衙跡の可能性のある「石崎遺跡」があり、その関連性も指摘されている。
平安時代の東北地方北部は、一部にかたちを変えた終末期古墳がのこり、周溝墓、土坑墓（木棺直葬墓）、火葬墓が加わって墓制は多様化の傾向がみられるが、当古墳群でも2つのタイプの墓が確認された。火葬墓は当古墳群では見つからなかったものの秋田県・山形県は太平洋沿岸にくらべ検出例が比較的多く、なかでも秋田県は古代火葬墓分布の北限に位置している。

## 秋田県指定史跡
岩野山古墳群（南秋田郡五城目町上樋口字樽沢214外）は、1963年（昭和38年）2月5日に秋田県指定史跡となっている。指定面積は1,000平方メートルである。なお、同日、平安時代の井戸跡である「雀館古代井戸」（五城目町上樋口字堂社）も県指定史跡となっており、現在は覆屋を設けて保護している。